# Téona Grenade
Pour les articles homonymes, voir Grenade.
Téona Grenade, née Teona Mghvdeladze (en géorgien : თეონა მღვდელაძე), le 22 septembre 1977, à Tbilissi en Géorgie, à l’époque en URSS), est une cinéaste géorgienne, scénariste et réalisatrice de films franco-géorgiens,.

## Biographie
Après ses études au Conservatoire national de musique de Tbilissi, elle part pour la France, alternant petits boulots et tournage de courts métrages avant d’intégrer la Femis, section réalisation, dont elle sort diplômée en 2008. 
Elle rencontre Thierry Grenade (en géorgien : ტიერი გრენადე) au cours du tournage d’un court métrage : il  deviendra son mari.  
En 2015, elles se fait connaitre au public français par son film Notre enfance à Tbilissi (film qui a reçu en 2011 l'aide à la création de la Fondation Gan pour le cinéma).

## Filmographie

### Long métrage
- 2013: en géorgien : Dzma (Frères), en anglais : Brothers, en français : Notre enfance à Tbilissi (coréalisateur : Thierry Grenade)

### Court métrage
- 2008 : en géorgien : Mivitskebuli partitura, en anglais : The Lost score, en français : Partition oubliée

## Distinctions
- 2014, Notre enfance à Tbilissi : sélection au Festival international du film de Rotterdam (Bright Future), Festival international du film de Busan, Festival du film de Fukuoka, Festival du film de Naples
- 2008, Partition oubliée : sélectionné dans une quarantaine de festivals et récompensé à cin festivals dont le Festival Ciné en herbe de Montluçon (Prix de public), l'European Festival of Film Schools de Bologne (Mention spéciale du jury) et le 18e Festival Côté-court de Pantin (Mention « Émergence »)
- Lauréate de la Femis (2008)